# Dezső Molnár
Dezső Molnár (ur. 12 grudnia 1939 w Magyarlak) – piłkarz węgierski grający na pozycji napastnika. W swojej karierze rozegrał 8 meczów w reprezentacji Węgier i strzelił w nich 1 gola.

## Kariera klubowa
Karierę piłkarską Molnár rozpoczynał w klubach Csörötnek i Szentgotthárd. W 1959 roku został zawodnikiem Szombathelyi Haladás i w sezonie 1959/1960 zadebiutował w nim w pierwszej lidze węgierskiej. W 1960 roku spadł z Haladásem do drugiej ligi. W sezonie 1962/1963 ponownie grał w pierwszej i ponownie Haladás został zdegradowany.
W 1965 roku Molnár przeszedł do Vasasu Budapeszt. Wraz z Vasasem dwukrotnie był mistrzem Węgier w latach 1965 i 1966 oraz jeden raz wicemistrzem w 1971 roku. W latach 1965 i 1970 dwukrotnie zdobył z Vasasem Puchar Mitropa. W Vasasie grał do końca sezonu 1971/1972. W latach 1972–1974 występował w Ganz-Mávag SE, w którym zakończył swoją karierę.

## Kariera reprezentacyjna
W reprezentacji Węgier Molnár zadebiutował 8 maja 1966 roku w przegranym 0:2 towarzyskim spotkaniu z Jugosławią. W 1966 roku został powołany do kadry na Mistrzostwa Świata w Anglii. Tam był rezerwowym i nie rozegrał żadnego meczu. Od 1966 do 1967 roku rozegrał w kadrze narodowej 8 meczów i strzelił w nich 1 gola.
| Mecze i gole w reprezentacji | Mecze i gole w reprezentacji | Mecze i gole w reprezentacji | Mecze i gole w reprezentacji | Mecze i gole w reprezentacji | Mecze i gole w reprezentacji | Mecze i gole w reprezentacji |
| #                            | Data                         | Stadion                      | Rywal                        | Wynik                        | Gol                          | Rozgrywki                    |
| 1966                         | 1966                         | 1966                         | 1966                         | 1966                         | 1966                         | 1966                         |
| ---------------------------- | ---------------------------- | ---------------------------- | ---------------------------- | ---------------------------- | ---------------------------- | ---------------------------- |
| 1.                           | 08.05.1966                   | Zagrzeb, Jugosławia          | Jugosławia                   | 0:2                          | 0                            | towarzyski                   |
| 2.                           | 07.09.1966                   | Rotterdam, Holandia          | Holandia                     | 2:2                          | 1                            | el. ME 1968                  |
| 3.                           | 21.09.1966                   | Budapeszt, Węgry             | Dania                        | 6:0                          | 0                            | el. ME 1968                  |
| 4.                           | 28.09.1966                   | Budapeszt, Węgry             | Francja                      | 4:2                          | 0                            | towarzyski                   |
| 5.                           | 30.10.1966                   | Budapeszt, Węgry             | Austria                      | 3:1                          | 0                            | towarzyski                   |
| 1967                         |                              |                              |                              |                              |                              |                              |
| 6.                           | 23.04.1967                   | Budapeszt, Węgry             | Jugosławia                   | 1:0                          | 0                            | towarzyski                   |
| 7.                           | 10.05.1967                   | Budapeszt, Węgry             | Holandia                     | 2:1                          | 0                            | el. ME 1968                  |
| 8.                           | 24.05.1967                   | Kopenhaga, Dania             | Dania                        | 2:0                          | 0                            | el. ME 1968                  |